# Шпилёвский сельский совет (Сумский район)
Шпилевский сельский совет (укр. Шпилівська сільська рада) — входит в состав
Сумского района
Сумской области
Украины.
Административный центр сельского совета находится в 
с. Шпилевка.

## Населённые пункты совета
- с. Шпилевка
- с. Бровково
- с. Визировка
- с. Облоги
- с. Ополонское
- с. Харьковщина

## Ликвидированные населённые пункты совета
- с. Мазное